# Balls to Picasso
Balls to Picasso – drugi album studyjny angielskiego wokalisty Bruce’a Dickinsona, wydany w 1994 roku.

## Lista utworów
1. „Cyclops”
2. „Hell No”
3. „Gods of War”
4. „1000 Points of Light”
5. „Laughing in the Hiding Bush”
6. „Change of Heart”
7. „Shoot All the Clowns”
8. „Fire”
9. „Sacred Cowboys”
10. „Tears of the Dragon”

## Nagrody i pozycja na listach
- 1994 – 185. na liście Billboard 200[4]
- 1994 – 36. na liście Mainstream Rock Tracks (singel „Tears Of The Dragon”)

## Twórcy
- Bruce Dickinson – wokal, projekt
- Shaun DeFeo – inżynier
- Greg Fulginiti – nadzór
- Bjorn Thorsrud – inżynier
- Spencer May – inżynier
- Shay Baby – producent, miksowanie
- Roy Z – gitara
- Andy Baker – inżynier
- Simon Fowler – fotograf
- Andy VanDette – nadzór
- David Larkham – utwory
- Dickie Fliszar – perkusja
- Dave Ingraham – perkusja
- Doug Vanbooven – perkusja
- Mario Aguilar – perkusja, wokal
- Eddie 'Cheddar' Casillas – bas
- Dean Ortega – perkusja
- Tribe of Gypsies – performer
- Edward Casillas – bas